# Sjoestedtacris liveringae
Sjoestedtacris liveringae är en insektsart som beskrevs av Baehr 1992. Sjoestedtacris liveringae ingår i släktet Sjoestedtacris och familjen gräshoppor. Inga underarter finns listade i Catalogue of Life.